# Aeroporto de Araguacema
O Aeroporto de Araguacema (ICAO: SJAU) é um aeroporto brasileiro, localizado no município de Araguacema, Tocantins. Situado a 295 quilômetros da capital Palmas.